# 단지동맹기념비

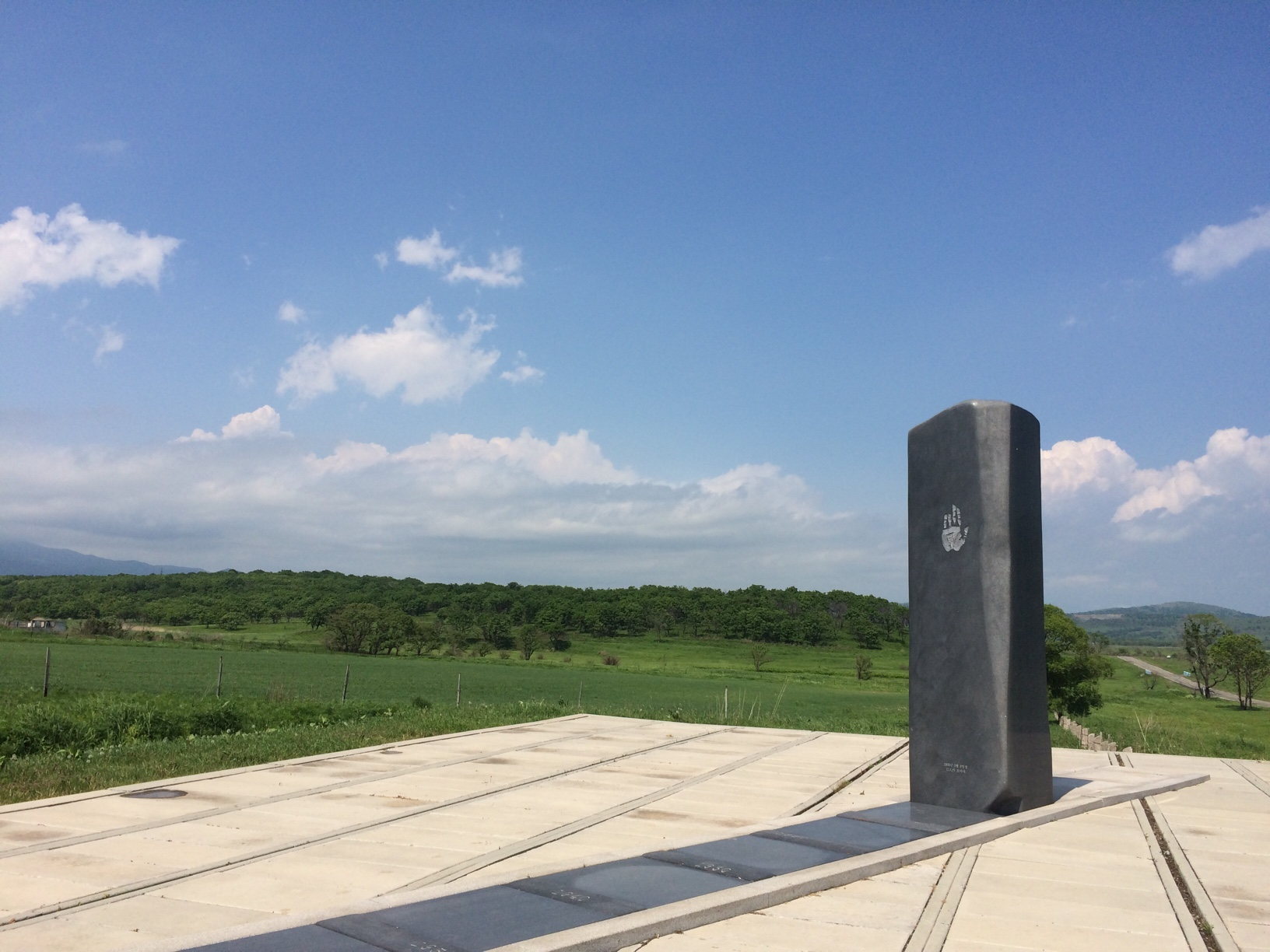
러시아 연해주에 위치한 단지동맹 기념비

단지동맹기념비(斷指同盟紀念碑)는 2001년 10월 광복회와 고려학술문화재단이 러시아 크라스키노 추카노프카 마을 강변에 세운 비석이다. 부근 강물이 범람하면서 기념비가 자주 물에 잠겨 훼손이 심각해지자, 2006년 원래 위치에서 1km 떨어진 유니베라 회사 공장 앞 공터로 옮겼으나, 얼마 지나지 않아 이 지역이 국경지역으로 편입됨에 따라 다시 기념비를 다른 곳으로 옮겨 세우는 작업이 추진됐고, 이 작업이 추진된 지 5년만에 기념비 제막식을 가지게 된 것이다. 이 기념비는 높이 4m, 폭 1m의 큰 비석과 높이와 폭이 각각 1m인 작은 비석으로 제작됐고, 두 비석 사이에는 다른 지역에서 옮겨온 기존 기념비를 배치했다.
2011년 8월 4일 러시아 연해주 블라디보스토크 부근 크라스키노 지역에 안중근 의사와 항일투사 11명이 모여 조국의 독립을 결의한 것을 기념해 세운 새로운 단지동맹 기념비가 세워졌다.
대한민국 내에서는 안중근 의사 순국 100주년을 맞은 2010년 6월 26일 안중근 의사와 11명의 동지를 기념해 서울 남산에 안중근의사기념관을 개관했는데 이 기념관은 12명의 항일동지를 기념해 12개의 기둥 모형으로 세워졌다

## 단지동맹
단지동맹(斷指同盟)은 안중근과 항일의 뜻을 같이 하는 11명이 1909년 3월초 동의단지회(同義斷指會)를 결성하고 왼손 넷째 손가락(무명지) 첫 관절을 잘라, 혈서로 '大韓獨立(대한독립)'이라 쓰며, 독립운동에의 헌신을 다짐한 일을 말한다.
중국 상하이 대한민국 임시정부 초대 재무총장을 지낸 최재형 선생 밑에서 지원과 훈련을 받은 안중근과 11명의 항일투사들은 1909년 3월 일명 단지회(斷指會)라는 비밀결사를 조직하였다. 이때 조선 침략의 원인을 제공한 원흉으로 지목되던 이토 히로부미와 이완용에 대한 암살계획을 세우고, 3년 이내에 이를 성사시키지 못하면 자살로써 국민에게 속죄하겠다며 왼손 네번째 손가락 한 마디를 잘라 피로써 항일투쟁의 의지를 다졌다. 안중근은 그 해 10월 26일 이토 히로부미를 저격한 후, 그 자리에서 체포되어 뤼순의 일본 감옥에 수감되었다가 1910년 3월 26일 사형당했다. 당시 체포된 안중근은 자신 외에 단지동맹 가담자가 11명이 더 있다는 말만 하고, 끝까지 동지들의 이름을 공개하지 않아 11명에 대하여 전해지는 바는 없다. 다만 안중근 외에 엄인섭(嚴仁燮), 김태훈(金泰勳), 우덕순(禹德淳, 일명 우연준(禹連俊)), 조도선(曺道先), 유동하(劉東夏) 등이 포함되는 것으로 추정된다.

## 같이 보기
- 안중근
- 동의단지회